# Andre Frolov
Andre Frolov, né le 18 avril 1988 à Emmaste en Estonie, est un footballeur international estonien, qui évolue au poste de milieu de terrain.

## Biographie

### Carrière de joueur
Andre Frolov dispute deux matchs en Ligue des champions, et 4 matchs en Ligue Europa,.

### Carrière internationale
Andre Frolov compte trois sélections avec l'équipe d'Estonie depuis 2012. 
Il est convoqué pour la première fois par le sélectionneur national Tarmo Rüütli pour un match amical contre Oman le 8 novembre 2012 (victoire 2-1).

## Palmarès
- Avec le Flora Tallinn
  - Champion d'Estonie en 2010, 2011 et 2015
  - Vainqueur de la Coupe d'Estonie en 2009, 2011 et 2013
  - Vainqueur de la Supercoupe d'Estonie en 2011, 2012 et 2014